# Skabroträsk
Skabroträsk är en våtmark, tidigare sjö i Södertälje kommun i Södermanland och ingår i Norrströms huvudavrinningsområde.